# クビレバイ
クビレバイ（括貝、Buccinum opisoplectum）は、日本海の水深30-80mに生息する殻長約12cm以下の 肉食性の巻貝である。 ツブ貝の一種として漁獲され、市場では「灯台つぶ」と呼ばれる。腸(はらわた)にくせがなく美味い。本種はエゾバイ科 エゾバイ属Buccinumに属す。

## 外観
長さ約12cm以下の貝殻は黄褐色の殻皮に覆われ、6層程度の丸みのある螺層には白色の強い螺肋が3～4条張り出し、その間に弱い螺肋が密に巻かれる。縫合下はしわ状になる。殻口は丸く大きく、内面は光沢のある白色。蓋は角質、足は大きくて白色に黒い斑点がある。
　

## 分布
日本海からオホーツク海。

## 近縁の種
エゾバイ属のヒモマキバイBuccinum inclytumや太平洋北部産のシライトマキBuccinum isaotakii（水深300～600mに生息しやや大型）と似ているほか、エゾボラ属のエゾボラモドキ Neptunea intersculpta（水深200～800m）と遺伝子的に近縁である。

## 化石
鮮新世の化石が山形県で見つかっている。